# John Erik Schedin
John Erik Schedin, född 4 februari 1876 i Nora församling, Västmanlands län, död 1 september 1966 i Sala församling, Västmanlands län, var en svensk riksspelman och folkmusiker. Han deltog vid Riksspelmansstämman på Skansen 1910 och Riksspelmansstämman på Skansen 1927.

## Historik
John Erik Schedin föddes 1876 på Hedkarlsbo i Nora socken. Han var son till folkmusikern Johan Schedin. Schedin började spela klarinett vid nio års ålder och har även spelat flöjt. Han deltog vid Spelmanstävling i Uppsala 1909 och vann förstapris i sampel med sin fadern Johan Schedin, samt tredjepris i klarinett. Han deltog vid Riksspelmansstämman på Skansen 1910 och Riksspelmansstämman på Skansen 1927.